# Bodo (serial telewizyjny)
Bodo – polski telewizyjny serial biograficzny, opowiadający o losach polskiego aktora i piosenkarza Eugeniusza Bodo, emitowany w TVP1 od 6 marca 2016 do 29 maja 2016.

## Opis serialu

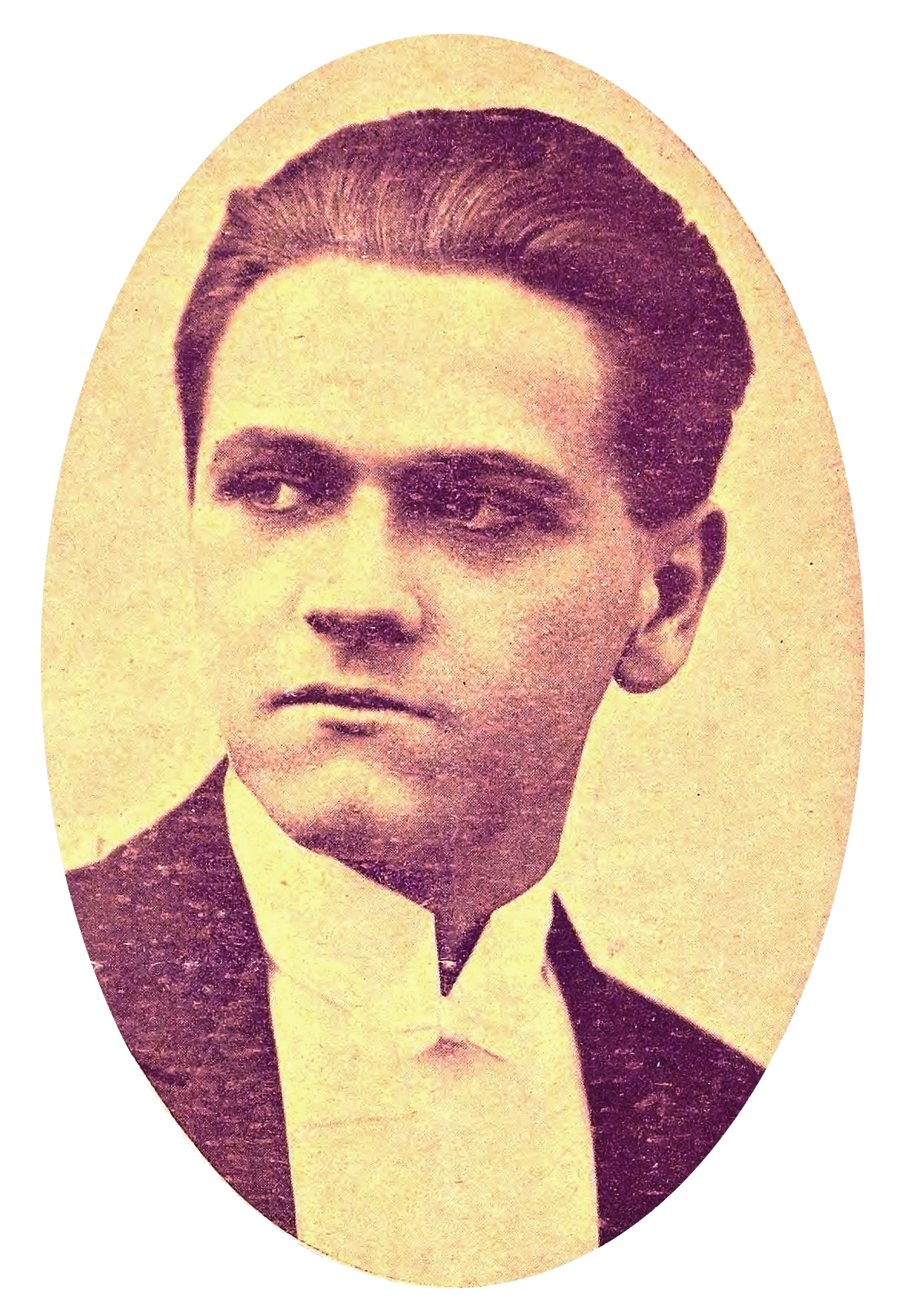
Eugeniusz Bodo

Serial był kręcony od 26 maja do listopada 2015 w 293 miejscach, w tym Łodzi, Zgierzu, Milanówku, Wrocławiu czy Modlinie. Twórcom zależało na odwzorowaniu klimatu lat 20. i 30. XX wieku, dlatego większość scen przedstawiających międzywojenną Warszawę, Poznań, czy Berlin kręcono we Wrocławiu. W produkcji serialu udział wzięło ok. 240 aktorów, 300 epizodystów i ponad 4 tysiące statystów. Pomimo początkowej krytyki (szczególnie pod adresem grającego tytułową rolę Antoniego Królikowskiego) serial zebrał pozytywne recenzje, ponadto oglądalność była na stosunkowo wysokim poziomie. Pierwszy odcinek zobaczyło według portalu Onet-Film 3,8 mln widzów. Główne role zagrali Antoni Królikowski (młody Bodo) i Tomasz Schuchardt (Bodo w wieku późniejszym). Powstała także wersja kinowa serialu. Premiera miała miejsce 3 marca 2017.

## Fabuła
Twórcy postanowili przyjrzeć się wędrówce młodego Eugeniusza Bodo z Łodzi na salony międzywojennej Warszawy, jako aktora kabaretowego, teatralnego i filmowego. Widzowie mogą zobaczyć również, jak wyglądał polski przemysł rozrywkowy i filmowy.
W napisach końcowych wyświetlana jest informacja „Serial jest inspirowany biografią Eugeniusza Bodo, nie jest jednak wierną rekonstrukcją faktów. Niektóre przedstawione tu postacie, zdarzenia czy losy bohaterów są fikcją stworzoną ze względów dramaturgicznych, a podobieństwo do osób i wydarzeń rzeczywistych jest w tym zakresie przypadkowe i niezamierzone”.

## Obsada
- Antoni Królikowski jako młody Eugeniusz Bodo (odc. 1-4, 13)
- Tomasz Schuchardt jako Eugeniusz Bodo (odc. 5-13)
- Agnieszka Wosińska jako Jadwiga Anna Dorota Dylewska-Junod (odc. 1-13)
- Mariusz Bonaszewski jako Teodor Junod, ojciec Bodo (odc. 1-4)
- Anna Pijanowska jako Ada (odc. 1, 2, 4, 5, 9, 11, 12, 13)
- Adam Fidusiewicz jako Hans Schulz (odc. 1, 2, 4, 5, 9, 11, 12)
- Józef Pawłowski jako Antek Piekutowski (odc. 2, 8, 9, 10, 11, 12, 13)
- Piotr Żurawski jako Moryc Blum (odc. 1-3, 6-9, 11-12)
- Maja Hirsch jako Barbara Drewiczówna (odc. 4-13)
- Anna Próchniak jako Nora Ney (odc. 6-12)
- Bartłomiej Kotschedoff jako Adolf Dymsza (odc. 2, 4-13)
- Eryk Kulm jako Karol Hanusz (odc. 2, 4-13)
- Mateusz Damięcki jako Adam Brodzisz (odc. 9)
- Piotr Głowacki jako Michał Waszyński (odc. 8-11)
- Roma Gąsiorowska jako Zula Pogorzelska (odc. 6-11)
- Wojciech Solarz jako Konrad Tom (odc. 6-13)
- Patricia Kazadi jako Reri (odc. 10-11)
- Maciej Damięcki jako Antoni Fertner (odc. 2, 6-7)
- Szymon Czacki jako Seweryn Steinwurzel (odc. 6-12)
- Aleksandra Domańska jako Jadwiga Smosarska (odc. 4, 7-8, 10-12)
- Przemysław Stippa jako Henryk Szaro (odc. 6-8)
- Piotr Szwedes jako Jerzy Boczkowski (odc. 5-6)
- Edyta Herbuś jako Pola Negri (odc. 2-3)
- Stefan Pawłowski jako Witold Roland (odc. 6-8)
- Tomasz Włosok jako Jerzy Roland (odc. 8-9, 12)
- Karolina Gorczyca jako Alina Roland (odc. 8-9)
- Małgorzata Moskalewicz jako girlsa (odc. 1-2)
- Michał Żurawski jako Kawetzky (odc. 10-12)
- Robert Gonera jako Edward Vortheil (odc 1,4)
- Dariusz Kordek jako Michał Orda (odc. 1-2)
- Magdalena Stużyńska jako Trudi (odc. 3)
- Bartłomiej Kasprzykowski jako Leon Żwirski (odc. 3)
- Olaf Lubaszenko jako Franz Kettler (odc. 3)
- Marek Kaliszuk jako Szwarc (odc. 3)